# 吉田正雄 (帝国議会議員)
吉田 正雄（よしだ まさお、1847年9月24日（弘化4年8月15日）- 没年不詳）は、明治期の地主、政治家。衆議院議員。

## 経歴
陸奥国石川郡川辺村（福島県石川郡泉村を経て現玉川村）で、地主の家に生まれた。
河野広中が石川で区長をしていた頃からの友人で、吉田光一とともに政治結社・石陽社を結成した。福島事件が起こると特に積極的な活動を行っていなかったが、河野の友人のため警察の追及を受けて関東方面に逃亡した。1883年（明治16年）4月過ぎに逮捕されたが、既に多くの容疑者が釈放されていたため、官吏侮辱罪に問われて重禁固一年、罰金20円の判決を受けて福島監獄で服役した。
刑期を終えたのち、再び福島県会議員に選出され、同常置委員も務めた。大同団結運動に加わり、1892年（明治25年）2月、第2回衆議院議員総選挙に自由党から出馬したが3票差で落選。1894年（明治27年）3月、第3回総選挙に福島県第三区から出馬して当選し、次の第4回総選挙でも再選され、衆議院議員を連続2期務めた。
大地主であったが、財産の全てを用いて政治活動を行った。